# Humorn i P3 – Trevlig helg
Trevlig helg är ett humorprogram med Louise Nordahl och Johan Bjerkander som hade premiär i Sveriges radio P3 den 18 mars 2017. Programmet bestod av imitationer av svenska kända profiler och parodierade aktuella händelser i nöjesvärlden.

## Om programmet
Programmet sändes i tolv delar och utvecklades under säsongen då Niklas Mannheimer Ruberg fick styra bland imitationerna som en fast programledare. För manus stod Jonatan Ramel och Marja Nyberg.
Några av de återkommande imiterade personerna var Leif Mannerström och Kalle Moraeus, Carola, Nour El Refai, Ernst Kirchsteiger, Petra Mede, Gustav Mandelmann, Clara Henry och Marcus Oscarsson.